# Won in the First
Won in the First è un cortometraggio muto del 1914 diretto da Allen Curtis da un soggetto di Grace Cunard, protagonista della storia.
Prodotto e distribuito dall'Universal Film Manufacturing Company, il film - un cortometraggio di 200 metri - uscì in sala negli Stati Uniti il 18 marzo 1914.

## Distribuzione
Nelle proiezioni, veniva programmato con il sistema dello split reel, accorpato in un'unica bobina con un altro cortometraggio prodotto dalla Universal Film Manufacturing Company, il documentario A Visit to Mont St. Michel (Normandy, France).